# Taurus Model 605
O Taurus Model 605 é um revólver snubnose de dupla ação e cinco tiros que utiliza munição .357 Magnum. É produzido em aço inoxidável e azulado. Alguns modelos apresentam um cão exposto, que pode ser engatilhado manualmente em ação simples, enquanto outros são de ação dupla apenas com o cão embutido. Como muitos revólveres Taurus, possui um bloqueio de chave integral. Foi introduzido pela primeira vez em 1995.

## Utilização
O principal uso desse revólver é a autodefesa, com base em seu design compacto de armação. O 605 foi desenvolvido com o padrão de qualidade Taurus Zero Tolerance ("Taurus Tolerância Zero"), incluindo a garantia vitalícia da Taurus. O cabo é de borracha com um padrão irregular. Em 1997, a Taurus acionou o bloqueio de chave integral que é ativado usando uma chave especial. O mecanismo de disparo incorpora uma barra de transferência que garante que o percussor não se choque, a menos que o gatilho seja pressionado.

## Galeria

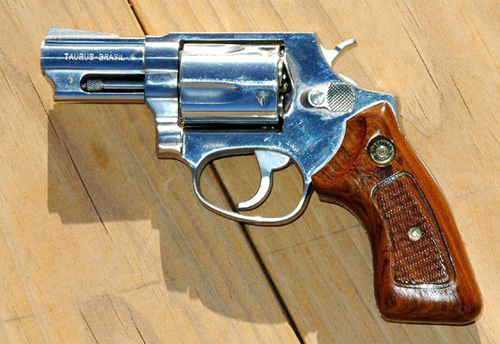
Variante do Taurus 605 em aço inoxidável polido e cabo de madeira
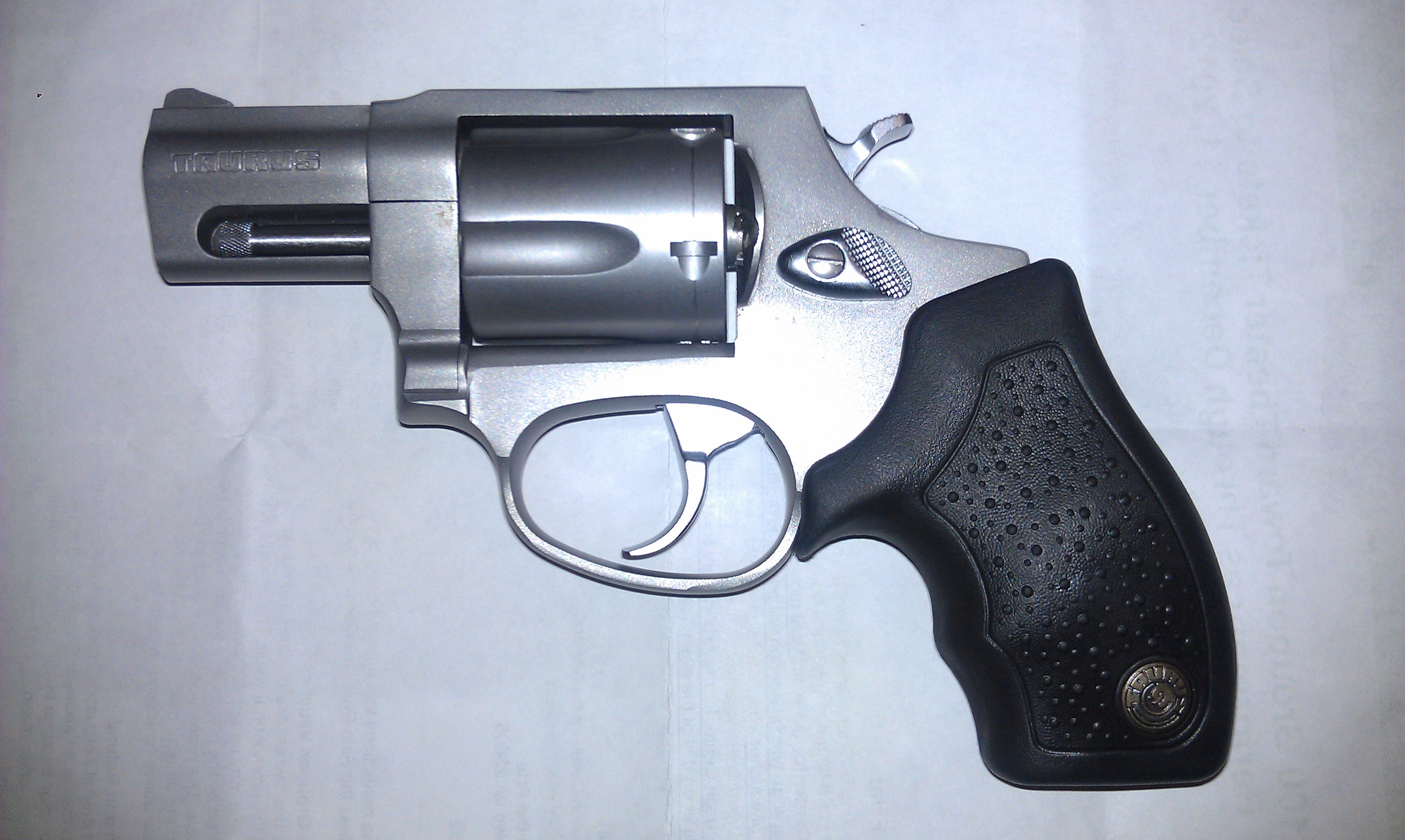
Taurus 605 em aço inoxidável fosco e cabo de borracha